# Diecéze Rajshahi
Diecéze Rajshahi je diecéze římskokatolické církve, nacházející se v Bangladéši.

## Území
Diecéze zahrnuje okresy Rajshahi, Notore, Pabna, Sirajgonj, Bogra, Chapai Nawabgonj, Naogaon a Joypurhat.
Biskupským sídlem je město Rajshahi (Rádžšahi), kde se nachází hlavní chrám katedrála Dobrého Pastýře.
Rozděluje se do 19 farností. K roku 2014 měla 60 887 věřících, 36 diecézních kněží, 10 řeholních kněží, 34 řeholníků a 100 řeholnic.

## Historie
Diecéze byla založena 21. května 1990 bulou Quo aptius papeže Jana Pavla II. a to z části území diecéze Dinajpur.

## Seznam biskupů
- Patrick D'Rozario, C.S.C. (1990-1995)
- Paulinus Costa (1996-2005)
- Gervas Rozario (od 2007)